# 20e étape du Tour d'Italie 2016
Pour un article plus général, voir Tour d'Italie 2016.
La 20e étape du Tour d'Italie 2016 se déroule le samedi 28 mai 2016, entre Guillestre et Vinadio sur une distance de 134 km.

## Parcours
Le parcours est montagneux. Il comprend 3 cols de 1re catégorie et 1 col de 3e catégorie.

## Résultats

### Classement de l'étape
| Classement de l'étape | Classement de l'étape | Classement de l'étape | Classement de l'étape | Classement de l'étape |
|                       | Coureur               | Pays                  | Équipe                | Temps                 |
| --------------------- | --------------------- | --------------------- | --------------------- | --------------------- |
| 1er                   | Rein Taaramäe         | Estonie               | Katusha               | en 4 h 22 min 43 s    |
| 2e                    | Darwin Atapuma        | Colombie              | BMC Racing            | + 52 s                |
| 3e                    | Joe Dombrowski        | États-Unis            | Cannondale            | + 1 min 17 s          |
| 4e                    | Mikel Nieve           | Espagne               | Sky                   | + 4 min 12 s          |
| 5e                    | Alexander Foliforov   | Russie                | Gazprom-RusVelo       | + 4 min 36 s          |
| 6e                    | Vincenzo Nibali       | Italie                | Astana                | + 6 min 44 s          |
| 7e                    | Alejandro Valverde    | Espagne               | Movistar              | + 6 min 57 s          |
| 8e                    | Rigoberto Urán        | Colombie              | Cannondale            | + 6 min 57 s          |
| 9e                    | Giovanni Visconti     | Italie                | Movistar              | + 7 min 47 s          |
| 10e                   | Rafał Majka           | Pologne               | Tinkoff               | + 8 min 6 s           |
| modifier              |                       |                       |                       |                       |

### Points attribués
|   | Cycliste            | Nat    | Équipe           | Pts | Bonif |
| - | ------------------- | ------ | ---------------- | --- | ----- |
| 1 | Alexander Foliforov | Russie | Gazprom-RusVelo  | 8   | 3 s   |
| 2 | Giovanni Visconti   | Italie | Movistar         | 4   | 2 s   |
| 3 | Gianluca Brambilla  | Italie | Etixx-Quick Step | 1   | 1 s   |

|   | Cycliste          | Nat        | Équipe     | Pts | Bonif |
| - | ----------------- | ---------- | ---------- | --- | ----- |
| 1 | Giovanni Visconti | Italie     | Movistar   | 8   | 3 s   |
| 2 | Tanel Kangert     | Estonie    | Astana     | 4   | 2 s   |
| 3 | Joe Dombrowski    | États-Unis | Cannondale | 1   | 1 s   |

| - Sprint final de Vinadio (km 134) \| \| Cycliste \| Nat \| Équipe \| Points \| Bonif \| \| -- \| ------------------- \| ---------- \| --------------- \| ------ \| ----- \| \| 1 \| Rein Taaramäe \| Estonie \| Katusha \| 15 \| 10 s \| \| 2 \| Darwin Atapuma \| Colombie \| BMC Racing \| 12 \| 6 s \| \| 3 \| Joe Dombrowski \| États-Unis \| Cannondale \| 9 \| 4 s \| \| 4 \| Mikel Nieve \| Espagne \| Sky \| 7 \| \| \| 5 \| Alexander Foliforov \| Russie \| Gazprom-RusVelo \| 6 \| \| \| 6 \| Vincenzo Nibali \| Italie \| Astana \| 5 \| \| \| 7 \| Alejandro Valverde \| Espagne \| Movistar \| 4 \| \| \| 8 \| Rigoberto Urán \| Colombie \| Cannondale \| 3 \| \| \| 9 \| Giovanni Visconti \| Italie \| Movistar \| 2 \| \| \| 10 \| Rafał Majka \| Pologne \| Tinkoff \| 1 \| \| |                     |            |                 |        |       |
| | Cycliste            | Nat        | Équipe          | Points | Bonif |
| 1 | Rein Taaramäe       | Estonie    | Katusha         | 15     | 10 s  |
| 2 | Darwin Atapuma      | Colombie   | BMC Racing      | 12     | 6 s   |
| 3 | Joe Dombrowski      | États-Unis | Cannondale      | 9      | 4 s   |
| 4 | Mikel Nieve         | Espagne    | Sky             | 7      |       |
| 5 | Alexander Foliforov | Russie     | Gazprom-RusVelo | 6      |       |
| 6 | Vincenzo Nibali     | Italie     | Astana          | 5      |       |
| 7 | Alejandro Valverde  | Espagne    | Movistar        | 4      |       |
| 8 | Rigoberto Urán      | Colombie   | Cannondale      | 3      |       |
| 9 | Giovanni Visconti   | Italie     | Movistar        | 2      |       |
| 10 | Rafał Majka         | Pologne    | Tinkoff         | 1      |       |

### Cols et côtes
|   | Cycliste            | Pays       | Équipe          | Points |
| - | ------------------- | ---------- | --------------- | ------ |
| 1 | Stefan Denifl       | Autriche   | IAM             | 35     |
| 2 | Darwin Atapuma      | Colombie   | BMC Racing      | 18     |
| 3 | Mikel Nieve         | Espagne    | Sky             | 12     |
| 4 | Alexander Foliforov | Russie     | Gazprom-RusVelo | 9      |
| 5 | Tanel Kangert       | Estonie    | Astana          | 6      |
| 6 | Joe Dombrowski      | États-Unis | Cannondale      | 4      |
| 7 | Rein Taaramäe       | Estonie    | Katusha         | 2      |
| 8 | Alexey Rybalkin     | Russie     | Gazprom-RusVelo | 1      |

|   | Cycliste            | Pays       | Équipe          | Points |
| - | ------------------- | ---------- | --------------- | ------ |
| 1 | Mikel Nieve         | Espagne    | Sky             | 35     |
| 2 | Rein Taaramäe       | Estonie    | Katusha         | 18     |
| 3 | Alexander Foliforov | Russie     | Gazprom-RusVelo | 12     |
| 4 | Darwin Atapuma      | Colombie   | BMC Racing      | 9      |
| 5 | Joe Dombrowski      | États-Unis | Cannondale      | 6      |
| 6 | Giovanni Visconti   | Italie     | Movistar        | 4      |
| 7 | Tanel Kangert       | Estonie    | Astana          | 2      |
| 8 | Stefan Denifl       | Autriche   | IAM             | 1      |

|   | Cycliste            | Pays       | Équipe           | Points |
| - | ------------------- | ---------- | ---------------- | ------ |
| 1 | Rein Taaramäe       | Estonie    | Katusha          | 35     |
| 2 | Darwin Atapuma      | Colombie   | BMC Racing       | 18     |
| 3 | Giovanni Visconti   | Italie     | Movistar         | 12     |
| 4 | Joe Dombrowski      | États-Unis | Cannondale       | 9      |
| 5 | Mikel Nieve         | Espagne    | Sky              | 6      |
| 6 | Alexander Foliforov | Russie     | Gazprom-RusVelo  | 4      |
| 7 | Gianluca Brambilla  | Italie     | Etixx-Quick Step | 2      |
| 8 | Vincenzo Nibali     | Italie     | Astana           | 1      |

|   | Cycliste       | Pays       | Équipe     | Points |
| - | -------------- | ---------- | ---------- | ------ |
| 1 | Rein Taaramäe  | Estonie    | Katusha    | 7      |
| 2 | Darwin Atapuma | Colombie   | BMC Racing | 4      |
| 3 | Joe Dombrowski | États-Unis | Cannondale | 2      |
| 4 | Mikel Nieve    | Espagne    | Sky        | 1      |

### Classement au temps par équipes
| Classement par équipes au temps | Classement par équipes au temps | Classement par équipes au temps | Classement par équipes au temps |
|                                 | Équipe                          | Pays                            | Temps                           |
| ------------------------------- | ------------------------------- | ------------------------------- | ------------------------------- |
| 1re                             | Cannondale                      | États-Unis                      | en 13 h 26 min 52 s             |
| 2e                              | Astana                          | Kazakhstan                      | + 5 min 12 s                    |
| 3e                              | Movistar                        | Espagne                         | + 7 min 16 s                    |
| modifier                        |                                 |                                 |                                 |

### Classement aux points par équipes
| Classement par équipes aux points | Classement par équipes aux points | Classement par équipes aux points | Classement par équipes aux points | Classement par équipes aux points |
|                                   | Équipes                           | Pays                              |                                   | Point(s)                          |
| --------------------------------- | --------------------------------- | --------------------------------- | --------------------------------- | --------------------------------- |
| 1re                               | Katusha                           | Russie                            |                                   | 51                                |
| 2e                                | Cannondale                        | États-Unis                        |                                   | 36                                |
| 3e                                | BMC Racing                        | États-Unis                        |                                   | 35                                |
| modifier                          |                                   |                                   |                                   |                                   |

## Classements à l'issue de l'étape

### Classement général
| Classement général | Classement général | Classement général | Classement général | Classement général  |
|                    | Coureur            | Pays               | Équipe             | Temps               |
| ------------------ | ------------------ | ------------------ | ------------------ | ------------------- |
| 1er                | Vincenzo Nibali    | Italie             | Astana             | en 82 h 44 min 31 s |
| 2e                 | Esteban Chaves     | Colombie           | Orica-GreenEDGE    | + 52 s              |
| 3e                 | Alejandro Valverde | Espagne            | Movistar           | + 1 min 17 s        |
| 4e                 | Steven Kruijswijk  | Pays-Bas           | Lotto NL-Jumbo     | + 1 min 50 s        |
| 5e                 | Rafal Majka        | Pologne            | Tinkoff            | + 4 min 37 s        |
| 6e                 | Bob Jungels        | Luxembourg         | Etixx-Quick Step   | + 8 min 31 s        |
| 7e                 | Rigoberto Uran     | Colombie           | Cannondale         | + 11 min 47 s       |
| 8e                 | Andrey Amador      | Costa Rica         | Movistar           | + 13 min 21 s       |
| 9e                 | Darwin Atapuma     | Colombie           | BMC Racing         | + 14 min 9 s        |
| 10e                | Kanstantin Siutsou | Biélorussie        | Dimension Data     | + 16 min 20 s       |
| modifier           |                    |                    |                    |                     |

### Classement du meilleur jeune
| Classement du meilleur jeune | Classement du meilleur jeune | Classement du meilleur jeune | Classement du meilleur jeune | Classement du meilleur jeune |
|                              | Coureur                      | Pays                         | Équipe                       | Temps                        |
| ---------------------------- | ---------------------------- | ---------------------------- | ---------------------------- | ---------------------------- |
| 1er                          | Bob Jungels                  | Luxembourg                   | Etixx-Quick Step             | en 82 h 53 min 2 s           |
| 2e                           | Sebastián Henao              | Colombie                     | Sky                          | + 29 min 38 s                |
| 3e                           | Valerio Conti                | Italie                       | Lampre-Merida                | + 1 h 10 min 7 s             |
| 4e                           | Davide Formolo               | Italie                       | Cannondale                   | + 1 h 18 min 48 s            |
| 5e                           | Joe Dombrowski               | États-Unis                   | Cannondale                   | + 1 h 24 min 25 s            |
| modifier                     |                              |                              |                              |                              |

### Classement aux points
| Classement par points | Classement par points | Classement par points | Classement par points | Classement par points |
| --------------------- | --------------------- | --------------------- | --------------------- | --------------------- |
|                       | Coureur               | Pays                  | Équipe                | Point(s)              |
| 1er                   | Giacomo Nizzolo       | Italie                | Trek-Segafredo        | 185 points            |
| 2e                    | Diego Ulissi          | Italie                | Lampre-Merida         | 152 pts               |
| 3e                    | Matteo Trentin        | Italie                | Etixx-Quick Step      | 141 pts               |
| 4e                    | Daniel Oss            | Italie                | BMC Racing            | 127 pts               |
| 5e                    | Sacha Modolo          | Italie                | Lampre-Merida         | 126 pts               |
| modifier              |                       |                       |                       |                       |

### Classement du meilleur grimpeur
| Classement du meilleur grimpeur | Classement du meilleur grimpeur | Classement du meilleur grimpeur | Classement du meilleur grimpeur | Classement du meilleur grimpeur |
| ------------------------------- | ------------------------------- | ------------------------------- | ------------------------------- | ------------------------------- |
|                                 | Coureur                         | Pays                            | Équipe                          | Point(s)                        |
| 1er                             | Mikel Nieve                     | Espagne                         | Sky                             | 152 points                      |
| 2e                              | Damiano Cunego                  | Italie                          | Nippo-Vini Fantini              | 134 pts                         |
| 3e                              | Darwin Atapuma                  | Colombie                        | BMC Racing                      | 118 pts                         |
| 4e                              | Stefan Denifl                   | Autriche                        | IAM                             | 109 pts                         |
| 5e                              | Giovanni Visconti               | Italie                          | Movistar                        | 77 pts                          |
| modifier                        |                                 |                                 |                                 |                                 |

### Classements par équipes

#### Classement au temps
| Classement par équipes au temps | Classement par équipes au temps | Classement par équipes au temps | Classement par équipes au temps |
|                                 | Équipe                          | Pays                            | Temps                           |
| ------------------------------- | ------------------------------- | ------------------------------- | ------------------------------- |
| 1re                             | Astana                          | Kazakhstan                      | en 248 h 37 min 41 s            |
| 2e                              | Cannondale                      | États-Unis                      | + 6 min 57 s                    |
| 3e                              | Movistar                        | Espagne                         | + 21 min 0 s                    |
| modifier                        |                                 |                                 |                                 |

#### Classement aux points
| Classement par équipes aux points | Classement par équipes aux points | Classement par équipes aux points | Classement par équipes aux points | Classement par équipes aux points |
|                                   | Équipes                           | Pays                              |                                   | Point(s)                          |
| --------------------------------- | --------------------------------- | --------------------------------- | --------------------------------- | --------------------------------- |
| 1re                               | Etixx-Quick Step                  | Belgique                          |                                   | 462                               |
| 2e                                | Lotto NL-Jumbo                    | Pays-Bas                          |                                   | 384                               |
| 3e                                | Movistar                          | Espagne                           |                                   | 339                               |
| modifier                          |                                   |                                   |                                   |                                   |